# 印度签证政策
前往印度的游客必须获得签证，除非他们来自免签证的国家。某些国家的国民可以获得落地签证或在线电子签证，而其他國家的人必须从印度駐外使領館获得签证。

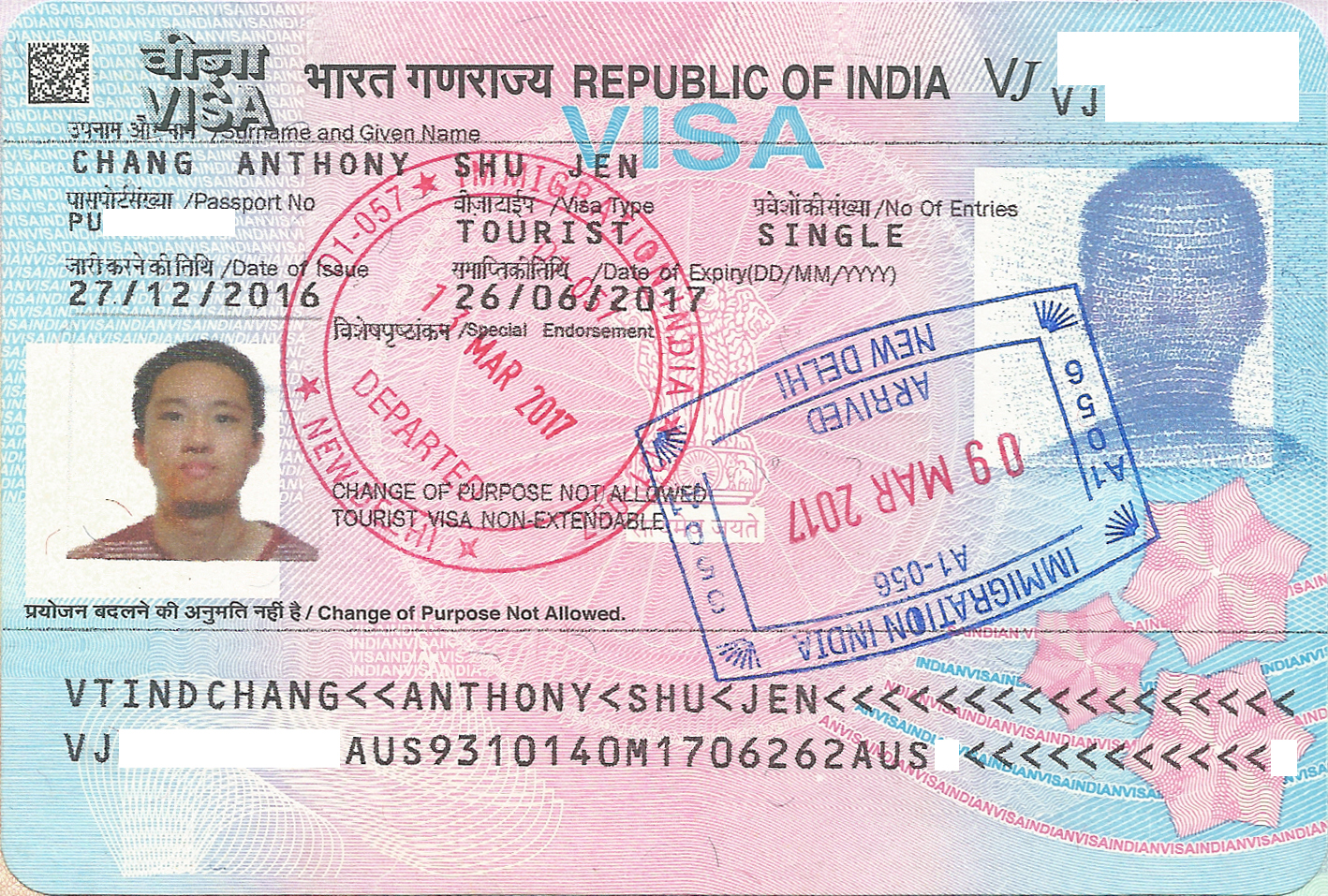
印度單次簽證並加蓋入出境章

## 签证优惠政策（普通护照）

印度签证政策
印度
免签（无限制停留）
免签（90天）
落地签（60天）
电子签
电子签（限部分种类）
需要签证
需要政府许可

### 免签证
根据相关的双边条约，下列国家的公民可进入印度并无限制停留：
- 不丹
- 尼泊尔

下列国家公民可进入印度并停留最多90天：
- 馬爾地夫

### 电子签证

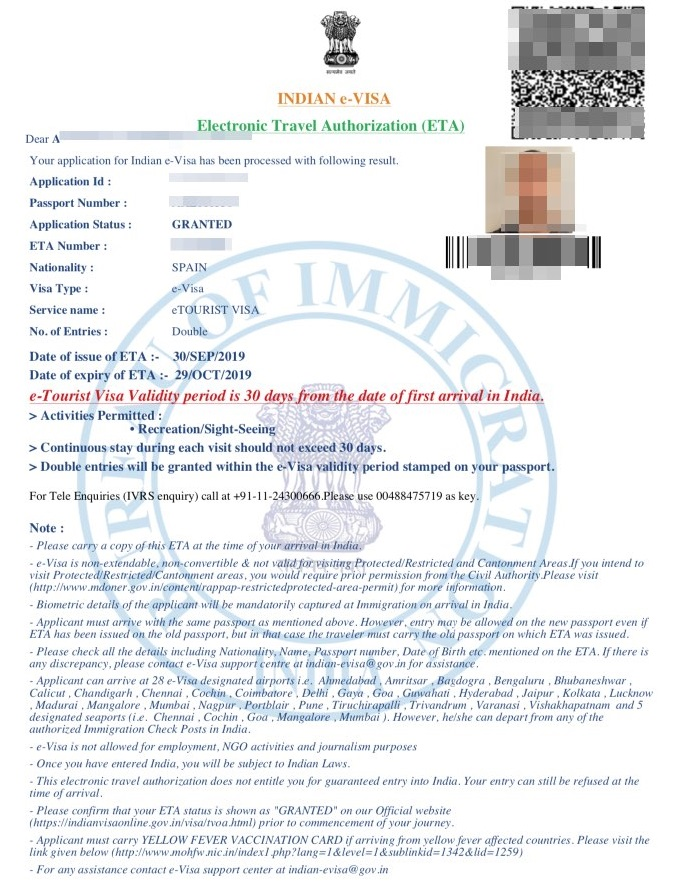
印度电子签证样本

自2014年11月27日起，印度政府开始推行电子签证政策。下列国家或地區的公民持普通護照可申请电子旅游签证进入印度并停留最多90天，持有电子旅游签证的美国、英国和日本公民以及所有电子商务签证的持有者可停留180天，电子签证多次有效，旅客须于出发前至少4天提交申请，于签证签发后一年内首次入境印度（停留期是自首次入境起算的，中途离境期间也继续计算天数，再次入境后仅可以停留剩余天数）。2015年11月3日起，印度政府对不同国籍的申请人采用差异化的签证费方案，此前为统一的60美元。：
注：下表中，
- 以上价格未包括2.5%的银行手续费

- 安道尔
- 安地卡及巴布達
- 阿根廷3
- 亞美尼亞
- 巴哈马
- 比利时
- 玻利维亚
- 巴西
- 柬埔寨
- 加拿大
- 智利
- 哥伦比亚
- 古巴
- 多米尼克
- 薩爾瓦多
- 爱沙尼亚
- 斐济3
- 芬兰
- 法國
- 德国
- 格瑞那達
- 海地
- 匈牙利
- 印度尼西亞3
- 愛爾蘭
- 以色列
- 牙买加3
- 日本2
- 约旦
- 基里巴斯3
- 拉脫維亞
- 列支敦斯登
- 立陶宛
- 盧森堡
- 马来西亚
- 馬爾他
- 马绍尔群岛3
- 模里西斯3
- 墨西哥
- 密克羅尼西亞聯邦3
- 摩納哥
- 蒙古国
- 蒙特內哥羅
- 莫桑比克1
- 緬甸
- 瑙鲁3
- 荷蘭
  -  阿鲁巴
- 新西兰
  -  庫克群島3
  -  纽埃3
- 尼加拉瓜
- 北馬其頓
- 挪威
- 阿曼
- 帛琉3
- 巴勒斯坦
- 巴拿马
- 3
- 巴拉圭
- 秘魯
- 菲律賓
- 波蘭
- 葡萄牙
- 俄羅斯1
- 圣基茨和尼维斯
- 圣卢西亚
- 萨摩亚3
- 塞舌尔3
- 新加坡2
- 斯洛維尼亞
- 所罗门群岛3
- 西班牙
- 斯里蘭卡2
- 苏里南
- 瑞典
- 中華民國（臺灣）
- 坦桑尼亚
- 泰國
- 东帝汶
- 3
- 3
- 乌克兰1
- 阿联酋
- 英国1
- 美国1
- 乌拉圭3
- 3
- 梵蒂冈
- 委內瑞拉
- 越南
- 英国海外领土公民：
  -  开曼群岛

持有电子旅游签证的游客可从下列口岸入境印度： 
- 班加罗尔国际机场
- 金奈国际机场
- 德里国际机场
- 果阿国际机场
- 柯枝国际机场
- 加尔各答机场
- 孟买国际机场
- 海得拉巴国际机场
- 特里凡得琅国际机场
- 艾哈迈达巴德机场
- 阿姆利则机场（英语：Sri Guru Ram Das Jee International Airport）
- 加雅机场
- 斋浦尔机场（英语：Jaipur Airport）
- 勒克瑙机场（英语：Chaudhary Charan Singh International Airport）
- 蒂鲁吉拉帕利机场（英语：Tiruchirappalli International Airport）
- 瓦拉纳西机场（英语：Lal Bahadur Shastri Airport）

## 签证优惠政策（公务旅行证件）

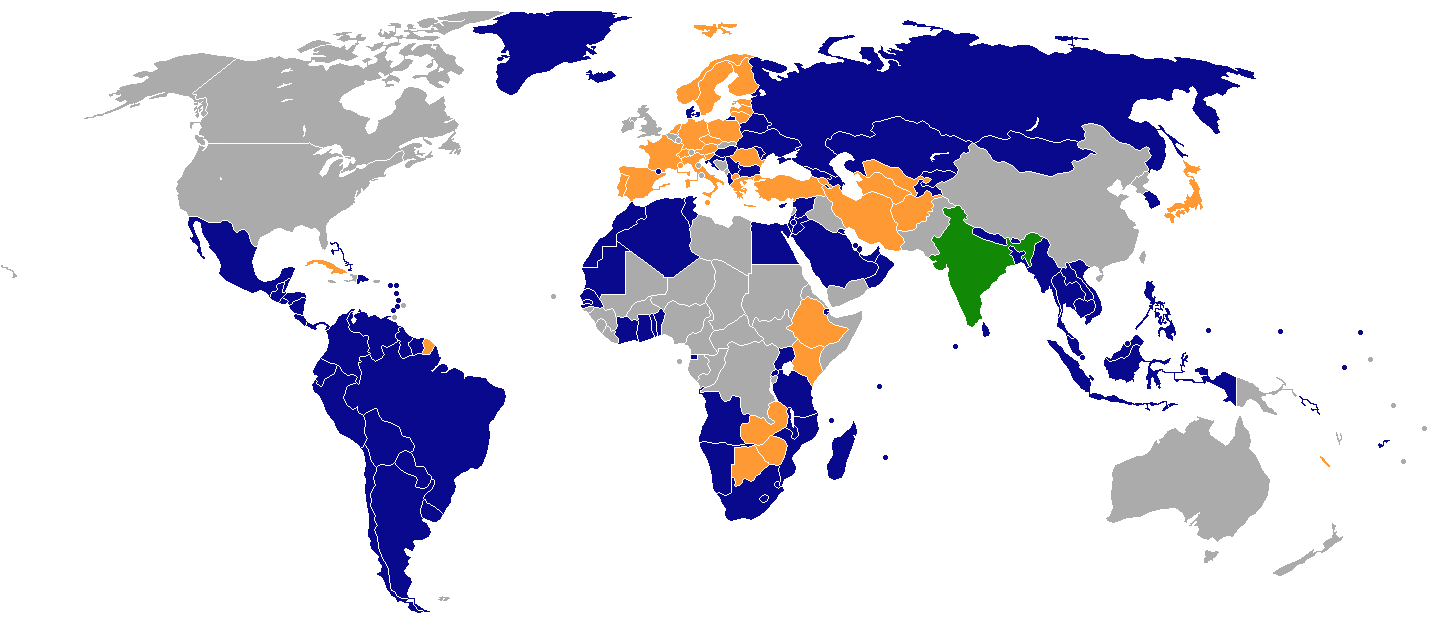
公务旅行证件签证优惠情况
印度
外交护照、官员护照持有者免签证
外交护照持有者免签证
公务旅行证件持有者需要提前办理签证

持有下列国家的外交护照或官员护照可以免签证进入印度：
- 阿根廷
- 白俄羅斯
- 巴西
- 保加利亚
- 柬埔寨
- 智利
- 丹麦
- 哥伦比亚
- 賽普勒斯
- 埃及
- 薩爾瓦多
- 匈牙利
- 印度尼西亞
- 以色列
- 马来西亚
- 模里西斯
- 墨西哥
- 蒙古国
- 緬甸
- 纳米比亚
- 尼加拉瓜
- 巴拉圭
- 秘魯
- 菲律賓
- 俄羅斯
- 塞爾維亞
- 新加坡
- 南非
- 斯里蘭卡
- 泰國
- 乌拉圭
- 委內瑞拉
- 越南

持有下列国家的外交护照可以免签证进入印度：
- 亞美尼亞
- 法國
- 德国
- 希腊
- 日本
- 立陶宛
- 北馬其頓
- 馬爾他
- 挪威
- 羅馬尼亞
- 叙利亚
- 土耳其
- 乌克兰

## 签证费
下列国家的公民可以免费办理印度签证：
- 阿富汗
- 阿根廷
- 牙买加
- 馬爾地夫
- 模里西斯
- 蒙古国
- 尼泊尔
- 南非
- 乌拉圭